# مجازاتگر (مجموعه تلویزیونی)
مجازاتگر مارول یا به اختصار مجازاتگر(پانیشر) (انگلیسی: Marvel's The Punisher) یک مجموعهٔ تلویزیونی آمریکایی است که توسط شبکهٔ نتفلیکس و به وسیلهٔ استیو لایت‌فوت بر پایهٔ شخصیتی به همین نام در مارول کامیکس ساخته شده‌است. وقایع این سریال در دنیای سینمایی مارول واقع شده‌است و ادامهٔ فیلم‌های دنیای سینمایی مارول و مجموعه‌های تلویزیونی مارول محسوب می‌شود. این سریال بعد از ۲ فصل حتی با وجود محبوبیت زیاد به علت  درگیری حقوقی مارول استودیو با نت فلیکس کنسل شد.
تمام قسمت‌های فصل اول برای نخستین بار در ۱۷ نوامبر ۲۰۱۷ از طریق نتفلیکس در دسترس قرار گرفت. یک ماه بعد، نتفلیکس مجموعه را برای فصل دوم متشکل از سیزده قسمت تمدید کرد؛ که در ۱۸ ژانویه ۲۰۱۹ منتشر شد. در ۱۸ فوریه ۲۰۱۹، نتفلیکس ساخت مجموعه را پس از دو فصل متوقف کرد. این سریال اسپین‌آف دردویل محسوب می‌شود.

## داستان
سریال مجازاتگر داستان زندگی فرانک کسل، مردی که از روش‌های مرگبار برای مجازات مجرمین استفاده می‌کند را روایت می‌کند. او پس از به قتل رساندن تعدادی از خلافکارانی که در کشته شدن همسر و فرزندانش دست داشتند، در سرتاسر شهر نیویورک به عنوان مجازاتگر شناخته می‌شود. با این حال، فرانک کسل پس از مدت کوتاهی درک می‌کند که او و خانواده‌اش، تنها بخش کوچکی از قربانیان یک شبکه گسترده جنایی هستند.

## بازیگران و شخصیت‌ها
- جان برنثال در نقش فرانک کسل / :
- ابن ماس-بچراک در نقش دیوید لیبرمن / میکرو:
- بن بارنز در نقش بیلی روسو / جیگسا:
- امبر رز روا در نقش دینا مدنی:
- دنیل وبر در نقش لوئیس ویلسون:
- پال کلاوس در نقش ویلیام رالینز / مأمور نارنجی:
- جیسون آر. مور[۱] در نقش کِرتیس هویل:
- مایکل نتنسون[۲] در نقش سم استاین:
- جیمی ری نیومن در نقش سارا لیبرمن:
- دبورا آن ول در نقش کارن پیج:
- جاش استوارت در نقش جان پیلگریم:
- فلوریانا لیما[۳] در نقش کریستا دومونت:
- جورجیا ویگام[۴] در نقش ایمی بندیکس:

## قسمت‌ها
| فصل | قسمت‌ها | قسمت‌ها | تاریخ اصلی پخش | تاریخ اصلی پخش |
| --- | ------ | ------ | -------------- | -------------- |
| ۱   | ۱۳     | ۱۳     | ۱۷ نوامبر ۲۰۱۷ | ۱۷ نوامبر ۲۰۱۷ |
| ۲   | ۱۳     | ۱۳     | ۱۸ ژانویه ۲۰۱۹ | ۱۸ ژانویه ۲۰۱۹ |